# Ivan Salmič
Ivan Salmič, slovenski redovnik in duhovnik, * 4. februar 1914, Raka  † 13. november 1943, Vinica.

## Življenje
Rodil se je očetu zemljaku Alojziju in materi Tereziji (rojeni Božič). Njegovo rojstno ime je bilo Anton, ime Ivan pa je prejel ob vstopu v križniški red. Šolal se je v ljubljanskem križniškem dijaškem zavodu, tam se je tudi odločil, da postane član križniškega reda. V Gumpoldskirchnu pri Dunaju je opravil leto redovne preizkušnje. Bogoslovje je dve leti študiral v Innsbrucku, nato pa študij dokončal v Ljubljani. 7. julija 1940 je bil posvečen v duhovnika. Oktobra 1941 je začel službovati kot kaplan na Vinici ob Kolpi.
Zabeleženo je, da je 4. in 20. avgusta 1942 posredoval ob italijanskih nabiranjih moških za internacijo. 3. julija 1943 je v Črnomlju preprečil italijanski uboj treh fantov, ki so se vrnili iz partizanov. Med nemško ofenzivo je s posredovanjem pri nemškem poveljniku rešil življenje osmim viniškim možem in fantom, ki so bili določeni za ustrelitev. Partizani so ga zato obdolžili sodelovanja z Nemci. 13. novembra 1943 so partizani pod vodstvom Vinka Košmrla, učitelja s Sinjega Vrha, prijeli patra Ivana in ga odpeljali proti Žežlju na Šlemine, ga mučili in ustrelili. Na kraju smrti je bilo ob grobu veliko strjene krvi. Naslednji dan so partizani vdrli v župnišče in oropali kaplanovo stanovanje. Njegov grob so našli 20. novembra. Njegovo truplo so partizani pozneje prekopali na kraj, ki je še vedno neznan.

Njegov redovni predstojnik je zapisal: 
»P. Ivan Salmič, kaplan viniški, je bil umorjen od komunistov na Žežlju. Pokojnik je bil otroško vdan Cerkvi in redu. Bil je poln ljubezni do revežev in otrok.«